# William Auld
Ne doit pas être confondu avec William Patrick Auld.
Pour les articles homonymes, voir Auld.
William Auld (né le 6 novembre 1924 et mort le 11 septembre 2006), est un traducteur, poète et écrivain écossais qui écrit en espéranto et est proposé pour le prix Nobel de littérature,. 

## Biographie
Il commence à apprendre l'espéranto en 1937, mais n'est actif qu'à partir de 1947. On lui doit de nombreux recueils de poèmes en espéranto, comme son œuvre majeure La infana raso (La race enfantine) en 1956, ainsi que des traductions (par exemple celle des poèmes du Hobbit, Christopher Gledhill ayant traduit l'histoire) et des manuels de cours. Il a été rédacteur de nombreuses revues, comme Esperanto en Skotlando (1949-1955), Esperanto (1955-1958, 1961-1962), Monda Kulturo (1962-1963), Norda Prismo (1968-1972), La Brita Esperantisto (1973-1999) puis Fonto (1980-1987).
Vice-président de Association mondiale d'espéranto entre 1977 et 1980, il est président de l'Académie d'espéranto de 1979 à 1983, et président honoraire de Esperanta PEN, branche espérantophone du PEN club international.
William Auld découvre l'espéranto à l'âge de 13 ans : il est alors scout et c'est en lisant le règlement des scouts en espéranto qu'il apprend l'existence de cette langue. Par la suite, il la met en pratique avec ses amis John Francis et Reto Mario Rossetti, rejoints plus tard par John Dinwoodie, formant ainsi un quatuor qui sera connu comme l'école écossaise de la littérature en espéranto.
De 1942 à 1946, engagé dans l'armée de l'air britannique, il prend part à la Seconde Guerre mondiale, notamment comme pilote. Son expérience militaire influence fortement sa manière de voir le monde. Il suit d'abord un entraînement en Rhodésie britannique (aujourd'hui le Zimbabwe) puis, en 1944, il est le seul, parmi 50 candidats, à obtenir le poste de pilote sur les avions-espions Spitfire, et jusqu'à la fin de la guerre il espionne et photographie à bord de cet appareil, en Afrique du Nord, au Proche et au Moyen-Orient, en Grèce et en Italie. À la fin de la guerre, il travaille quelque temps comme pilote d'essai pour l'armée de l'air.
Il commence à écrire lorsqu'il est dans l'armée, et, une fois revenu en Écosse après la guerre, il fait paraître en 1947 un poème traduit de l'anglais dans le deuxième numéro du nouveau magazine Esperanto en Skotlando. Il rédige ensuite pendant plusieurs années ce périodique modeste mais ayant cependant une importance historique car il devient un lieu de discussion pour les jeunes écrivains.
Il fait également ses débuts dans la revue Literatura Mondo juste avant son arrêt en 1949. Literatura Mondo est alors la plus importante revue consacrée à la littérature en espéranto. Elle a commencé à paraître en 1922, et après une interruption à cause de la guerre, la revue reparaît ensuite pendant deux ans. Il collabore par la suite à différentes revues, notamment, de 1955 à 1958, Esperanto, le magazine de l’association mondiale d’espéranto, puis en 1962-1963 à Monda Kulturo, et depuis 1981 au magazine littéraire Fonto. Il participe également à la rédaction du magazine Monato depuis sa création en 1979 jusqu'en 1998.
William Auld commence à être connu du public international en 1952, date de la parution du recueil Kvaropo, auquel il travaille en collaboration avec John Dinwoodie, John Francis et Reto Mario Rossetti. Kvaropo signe le début de la collection Stafeto, fondée par Juan Régulo Pérez aux Canaries, et qui comble le vide laissé par la disparition de l'édition de Literatura Mondo à Budapest.
La Infana Raso est un long poème que beaucoup considèrent comme étant son chef-d'œuvre. Il a également été édité en hongrois, en néerlandais, en polonais et en portugais, mais il en existe aussi d'autres traductions qui attendent d'être éditées (par exemple en anglais et en français). À propos de ce poème, dans le livre William Auld – 75 jaroj, l'auteur raconte ceci : « Jusqu'en 1950, je n'avais pas encore décidé si j'écrirais en espéranto ou en anglais. J'avais écrit le premier chant de La Infana Raso en anglais et je l'avais envoyé à l'éditeur. Huit ou neuf mois ont passé avant que je ne reçoive la réponse… La réponse tardant à venir, je décidai de l'écrire en espéranto. »
William Auld n'est pas seulement un poète mais également un critique littéraire, auteur de chansons, de manuels de cours, de bibliographies et de traductions. Lui-même estime que son plus grand chef-d'œuvre est la traduction du Seigneur des anneaux de J. R. R. Tolkien.
Grand collectionneur de livres en espéranto, en 2001, il a fait don de sa collection, soit presque cinq mille volumes, à la Bibliothèque nationale d'Écosse, ce qui en fait l'une des bibliothèques possédant le plus important fonds de littérature en espéranto.
Auld a été proposé plusieurs fois pour le prix Nobel de littérature depuis 1999 jusqu'à sa mort, selon les propos de Manuel de Seabra lors de la rencontre annuelle de 1998 de EVA (Esperantlingva Verkista Asocio, Association d'écrivains espérantophones).
En 1998, William Auld a été la première personnalité à recevoir le prix de l'Espérantiste de l'année. Ce prix lui fut attribué en raison de sa candidature au prix Nobel de littérature, du succès dans la traduction des œuvres de J. R. R. Tolkien en espéranto, ainsi que pour sa prudence dans l'affaire La Manto.

## Œuvre

### Recueils de poèmes
- Spiro de l'pasio (1952)
- La infana raso (1956)
- Unufingraj melodioj (1960)
- Humoroj (1969)
- Rimleteroj (avec Marjorie Boulton, 1976)
- El unu verda vivo (1978)
- En barko senpilota (1987)
- Unu el ni (1992)

Antologioj:
- Angla antologio 1000-1800 (poezia redaktoro, 1957)
- Esperanta antologio (eo) (1958/1984)
- 25 jaroj (poezia redaktoro, 1977)
- Skota antologio (kunredaktoro, 1978)
- Sub signo de socia muzo (1987)
- Nova Esperanta Krestomatio (1991)
- Plena poemaro: Miĥalski (red. 1994)
- Tempo fuĝas (1996)

### Traductions

#### De l'anglais
- La balenodento, de Jack London (1952)
- Epifanio, de Shakespeare (1977)
- La urbo de terura nokto, de James Thomson (1977)
- Don Johano, Kanto 1, de George Gordon Byron (1979)
- La robajoj de Omar Kajam, de Edward FitzGerald (1980)
- La sonetoj, de Shakespeare (1981)
- Fenikso tro ofta, de Christopher Fry (1984)
- Montara vilaĝo, de Chun-chan Je (1984)
- La graveco de la Fideliĝo, de Oscar Wilde (1987)
- La komedio de eraroj, de Shakespeare (avec Asen M. Simeonov, 1987)
- Omaĝoj. Poemtradukoj (1987)
- Gazaloj, de Hafez (1988)
- Spartako, de Leslie Mitchell (1993)
- La stratoj de Aŝkelono, de Harry Harisson (1994)
- Teri-strato, de Douglas Dunn (1995)
- La kunularo de l'ringo, de J. R. R. Tolkien (1995)
- La du turegoj, de J. R. R. Tolkien (1995)
- La hobito, de J. R. R. Tolkien (poèmes et chansons; avec Christopher Gledhill, 2000)

#### De l'écossais
Kantoj, poemoj kaj satiroj, de Robert Burns (avec Reto Mario Rossetti, 1977)

#### Du suédois
Aniaro, de Harry Martinson (avec Bertil Nilsson, 1979)

### Chansons
- Floroj sen kompar (avec Margaret Hill, 1973)
- Kantanta mia bird (avec Margaret Hill, 1973)
- Dum la noktoj (avec Margaret et David Hill, 1976)

### Manuels de cours
- Esperanto: A New Approach (1965)
- Paŝoj al plena posedo (1968)
- A first course in Esperanto (1972)
- Traduku!  (1993)

### Essais
- Facetoj de Esperanto (1976)
- Pri lingvo kaj aliaj artoj (1978)
- Enkonduko en la originalan literaturon de Esperanto (1979)
- Vereco, distro, stilo (1981)
- Kulturo kaj internacia lingvo (1986)
- La fenomeno Esperanto (1988)
- La skota lingvo, hodiaŭ kaj hieraŭ (1988)

### Divers
- Bibliografio de tradukoj el la angla lingvo (1996, avec E. Grimley Evans)
- Pajleroj kaj stoploj : elektitaj prozaĵoj (1997)